# Mwakibete
Mwakibete ist ein Verwaltungsbezirk (Ward) des Distrikts Mbeya (CC) in der tansanischen Region Mbeya.

## Geografie
Mwakibete ist ein südlicher Stadtteil der Regionshauptstadt Mbeya. Die Fläche des Bezirks beträgt 9,4 Quadratkilometer und bei der Volkszählung 2022 lebten hier 37.638 Menschen in 10.978 Haushalten.

## Gliederung
Der Bezirk besteht aus sieben Stadtteilen (Mtaa):
- Ng'osi
- Nyibuko
- Ivumwe
- Shewa
- Viwandani
- Itongo
- Bomba mbili

## Wirtschaft und Infrastruktur
- Bildung: Das St. John College of Health Science ist ein 2013 gegründetes privates College, das 2015 staatlich anerkannt wurde und hauptsächlich Hebammen und Krankenpfleger ausbildet.[6] Das Amenye Health And Vocational Training Institute wurde 2014 gegründet und akkreditiert.[7] In Mwakibete befindet sich auch das Mbeya College of Health and Allied Sciences, eine Außenstelle der Universität Daressalam.[8]
- Gesundheit: Das staatliche Gesundheitszentrum in Mwakibete versorgt Patienten nur ambulant.[9] Daneben befinden sich ein privates Krankenhaus[10] und eine private Dialyseklinik im Bezirk.[11]